# جكرسين
جَكَرْسِين (الاسم العلمي: Gecarcinus)، جنس حيوانات برية-بحرية من فصيلة السرطانيات البرية. توجد في المناطق الساحلية الأكثر دفئًا في الأمريكتين، بما في ذلك الجزر في منطقة البحر الكاريبي. تم تضمين أربعة أنواع من جزر المحيطات سابقًا في الجكرسين في جُنيس Johngarthia، ولكن يتم التعامل معه الآن على أنه جنس منفصل، Johngarthia.